# Baglioni (família)
Els Baglioni foren una família d'Úmbria que va dominar Perusa des del segle xiii fins a l'any 1540 sota el domini del Papa Pau III.

## Història

### Els Baglioni, Senyors de Perusa (1438-1540)[3]
| Títol                               | Nom                        | Des de         | Fins | Consort                                           |
| Senyor de Cannara, Spello i Bettona | Malatesta I                | 1416           | 1437 | Iacopa Fortebracci                                |
| Senyor de Perusa                    | Braccio I                  | 1438           | 1479 | Toderina Fregoso, Anastasia Sforza di Santa Fiora |
| Signore                             | Guido I                    | 1479           | 1500 | Costanza Varano                                   |
| Signore                             | Rodolfo I                  | 1479           | 1500 | Francesca Baglioni di Castel di Piero             |
| Signore                             | Astorre I                  | 1479           | 1500 | Lavinia Colonna                                   |
| Signore                             | Federico, detto Grifonetto | 15 juliol 1500 |      | Zenobia Sforza di Santa Fiora                     |
| Signore                             | Carlo I il Barciglia       | 15 juliol 1500 |      |                                                   |
| Signore                             | Giampaolo I                | 1500           | 1520 | Ippolita Conti                                    |
| Signore                             | Adriano I il Morgante      | 1500           | 1502 |                                                   |
| Signore                             | Gentile I Baglioni         | 1520           | 1527 | Giulia Vitelli                                    |
| Signore                             | Malatesta IV               | 1527           | 1531 | Monaldesca Monaldeschi Malatesta II i III         |
| Signore                             | Orazio II                  | 1527           | 1528 | Francesca Petrucci Orazio I                       |
| Signore                             | Rodolfo II                 | 1531           | 1540 | Costanza Vitelli                                  |

### Membres destacats
- Malatesta Baglioni (d. 1437)
- Grifone Baglioni

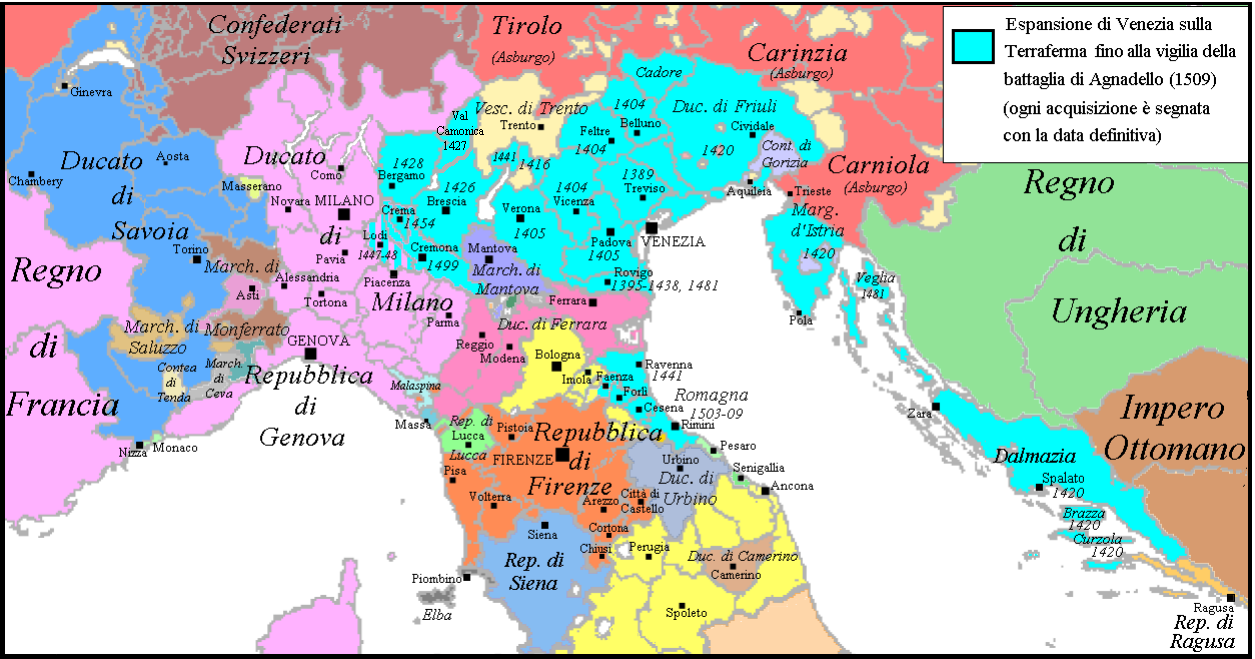
Signoria di Perugia

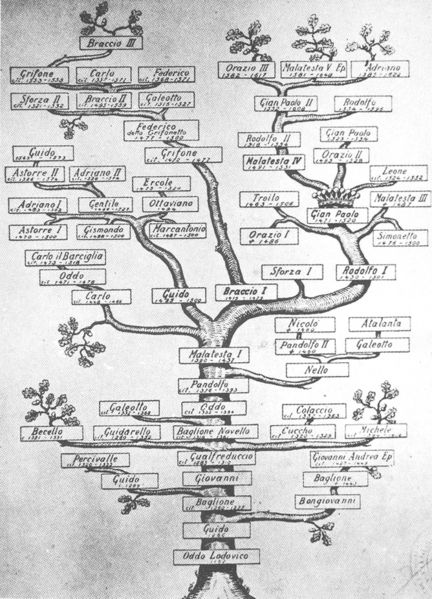
Arbre genealògic dels membres destacats

- Braccio I Baglioni, (1419 - December 1479) fill de Malatesta Baglioni
- Carlo Baglioni (di Malatesta), (d. 1485)
- Orazio Baglioni
- Gentile Baglioni, (1466 - agost 1527)
- Carlo Baglioni, (1473 - desembre 1518)
- Giampaolo Baglioni, (- juny 1520)
- Astorre Baglioni (di Guido)
- Grifonetto Baglioni
- Morgante Baglioni (d. juliol 1502)
- Orazio di Giampaolo Baglioni, (1493 - maig 1528)
- Malatesta IV Baglioni (di Giampaolo), (1491 - desembre 1531)
- Sforza Baglioni (d. setembre 1532)
- Braccio II Baglioni (d. novembre 1559)
- Rodolfo Baglioni, (juliol 1512 - març 1554)
- Federico Baglioni
- Astorre Baglioni (març 1526 - 4 agost 1571)
- Adriano Baglioni, (març 1527 - abril 1574)